# Ulster Open 2024
Die Ulster Open 2024 im Badminton fanden am 6. Januar 2024 in Lisburn statt.

## Sieger und Platzierte
| Disziplin    | Gold                            | Silber                    | Bronze                          |
| ------------ | ------------------------------- | ------------------------- | ------------------------------- |
| Herreneinzel | Dylan Noble                     | Tony Stephenson           | Jack O’Brien                    |
| Herreneinzel | Dylan Noble                     | Tony Stephenson           | Louie Lyons                     |
| Dameneinzel  | Laura Comer                     | Ciara Dwyer               | Roisin McKenna                  |
| Dameneinzel  | Laura Comer                     | Ciara Dwyer               | Paige Woods                     |
| Herrendoppel | Declan Bennett Daniel O’Meara   | Adam Daynes Richard Kong  | Rian Fox-Hughes Jack O’Brien    |
| Herrendoppel | Declan Bennett Daniel O’Meara   | Adam Daynes Richard Kong  | Nguyen Quang Long Callum Thomas |
| Damendoppel  | Kate Frost Jennie King          | Lauren Au Fiona Farrell   | Sinead Chambers Laura Comer     |
| Damendoppel  | Kate Frost Jennie King          | Lauren Au Fiona Farrell   | Ciara Dwyer Ruth Kilkenny       |
| Mixed        | Ciaran Chambers Sinead Chambers | Curtis Presho Chloe Woods | Ryan Stewart Keady Smith        |
| Mixed        | Ciaran Chambers Sinead Chambers | Curtis Presho Chloe Woods | Robbie Frost Kate Frost         |